# Colonia Vista Hermosa, Guerrero
Colonia Vista Hermosa är en ort i Mexiko.   Den ligger i kommunen Iguala de la Independencia och delstaten Guerrero, i den sydöstra delen av landet, 120 km söder om huvudstaden Mexico City. Colonia Vista Hermosa ligger 815 meter över havet och antalet invånare är 188.
Terrängen runt Colonia Vista Hermosa är varierad. Runt Colonia Vista Hermosa är det ganska tätbefolkat, med 222 invånare per kvadratkilometer. Närmaste större samhälle är Iguala de la Independencia, 3,7 km söder om Colonia Vista Hermosa. I omgivningarna runt Colonia Vista Hermosa växer huvudsakligen savannskog.